# Noruega nos Jogos Olímpicos de Verão de 2004
A Noruega competiu nos Jogos Olímpicos de Verão de 2004, em Atenas, na Grécia.

## Medalhas
| Atleta     | Esporte | Evento                  | Medalha |
| ---------- | ------- | ----------------------- | ------- |
| Olaf Tufte | Remo    | Skiff simples masculino | Ouro    |

## Desempenho

### Remo
Masculino
| Equipe     | Evento        | Eliminatórias | Eliminatórias | Repescagem | Repescagem | Semifinal | Semifinal | Final   | Final                |
| Equipe     | Evento        | Tempo         | Posição       | Tempo      | Posição    | Tempo     | Posição   | Tempo   | Posição (Pos. final) |
| ---------- | ------------- | ------------- | ------------- | ---------- | ---------- | --------- | --------- | ------- | -------------------- |
| Olaf Tufte | Skiff simples | 7m12s53       | 1º S A/B/C    | BYE        | BYE        | 6m50s55   | 1º FA     | 6m49s30 | Medalha de ouro      |